# عمرو بن براقة
ابن براقة عمرو بن الحارث بن عمرو بن منبه بن زيد النهمي الهمداني. شاعر صعلوك من المخضرمين الشجعان له أخبار في الجاهلية ويذكر أحيانا بشاعر همدان وفارسها. عاش عصر الجاهلية وأدرك الخلافة الراشدة.

## نسبه ولقبه
- عمرو بن الحارث بن عمرو بن منبه بن زيد بن عمرو بن منبه بن سهم بن نهم.[4] وينتهي نسبة الى بطن (بني نهم).[5] أحدى بطون همدان وهم نهم بن ربيعة بن مالك بن معاوية بن صعب بن دومان بن بكيل بن جشم بن خيوان بن نوف بن همدان بن مالك بن زيد بن ربيعة بن أوسلة بن الخيار بن زيد بن كهلان بن سبأ بن يشجب بن يعرب بن قحطان.[6]

ويذكر بأبن براقة نسبة الى امه براقة. وقال يفخر بنسبه الى همدان:

## أخباره

### استعادته ما سُرق من أمواله
أغار رجل من قبيلة مراد على خيل وإبل عمرو بن براقة فسرقها فلحق به عمرو بن براقة فأخذ كل شي وقال في ذلك:

### أغارته على حريم الهمداني
ومن أخباره الشهيرة أغارته على رجل من همدان يسمى (حريم) وقد ذكره في ميميته الشهيرة وخبرها ان رجلا من همدان يقال له حريم أغار على إبل عمرو بن براقة وخيله فذهب بها فأغار عمرو بن براقة على أموال الهمداني فأستاقها كلها فأتى حريم بعد ذلك يطلب عمرو ان يرد عليه بعض ما اخذ فامتنع عن رده فقال:

### شهوده يوم الرزم
شهد عمرو بن براقة معركة الرزم وهو يوم بين مراد وهمدان وكان النصر لهمدان فيه على مراد وقال في ذلك أبياتا منها:

### وفادته على عمر بن الخطاب
وفد عمرو بن براقة على الخليفة عمر بن الخطاب ووقف بين يديه وقال أبياتا منها:
وقال كذلك في وفادته على عمر :

## وفاته
توفي في عصر عمر بن الخطاب وقيل عام 11 هـ. وقيل بل أدرك عصر الحسين بن علي وتوفي في ذلك العصر.